# Butch Ballard
Pour les articles homonymes, voir Butch.
Butch Ballard (né le 26 décembre 1918 à Camden dans le New Jersey - mort le 1er octobre 2011 à Philadelphie) est un batteur de jazz américain.

## Biographie
Il commence sa carrière professionnelle dans l'orchestre du trompettiste Cootie Williams, travaille avec Louis Armstrong en 1946, s'associe avec Eddie Davis pour se produire au minton's playhouse. Il décide de monter un orchestre à Philadelphie qu'il dissout quelques mois plus tard pour jouer peu de temps avec Count Basie en 1949. L'année suivante en 1950, il entre pour quelques mois dans l'orchestre de Duke Ellington où il partage la section de percussions avec Sonny Greer. Il quitte Duke et monte un grand orchestre dans les années 1950 puis revient en 1953 comme batteur titulaire dans l'orchestre de Duke Ellington. Il participe le 30 mars 1953 au concert du « civic auditorium » à Pasadena. Dans les années 1960 il joue à Philadelphie à la tête de son big band avec John Coltrane, Harry Edison, Clark Terry. Il enseigne la musique dans les années 1980 et participe au « Philadelphia legends of Jazz orchestra ».